# Oecobius maculatus
Espèce
Synonymes
- Oecobius kahmanni Kritscher, 1966

Oecobius maculatus est une espèce d'araignées aranéomorphes de la famille des Oecobiidae.

## Distribution
Cette espèce se rencontre dans le bassin méditerranéen jusqu'en Azerbaïdjan.
Elle a été introduite aux États-Unis en Californie et en Arizona et au Mexique au Sonora.

## Description
La femelle holotype mesure 2,5 mm.
Les mâles mesurent de 1,4 à 2,1 mm et les femelles de 1,4 à 2,6 mm

## Systématique et taxinomie
Cette espèce a été décrite par Simon en 1870.
Oecobius kahmanni a été placée en synonymie par Wunderlich en 1995.

## Publication originale
- Simon, 1870 : « Aranéides nouveaux ou peu connus du midi de l'Europe. » Mémoires de la Société Royale des Sciences de Liège, sér. 2, vol. 3, p. 271-358 (texte intégral).